# Ficus longifolia
La Matapalo guayanés o Ficus longifolia, es una especie de planta epifita  de la familia Moraceae. Es originario de Brasil y Bolivia.

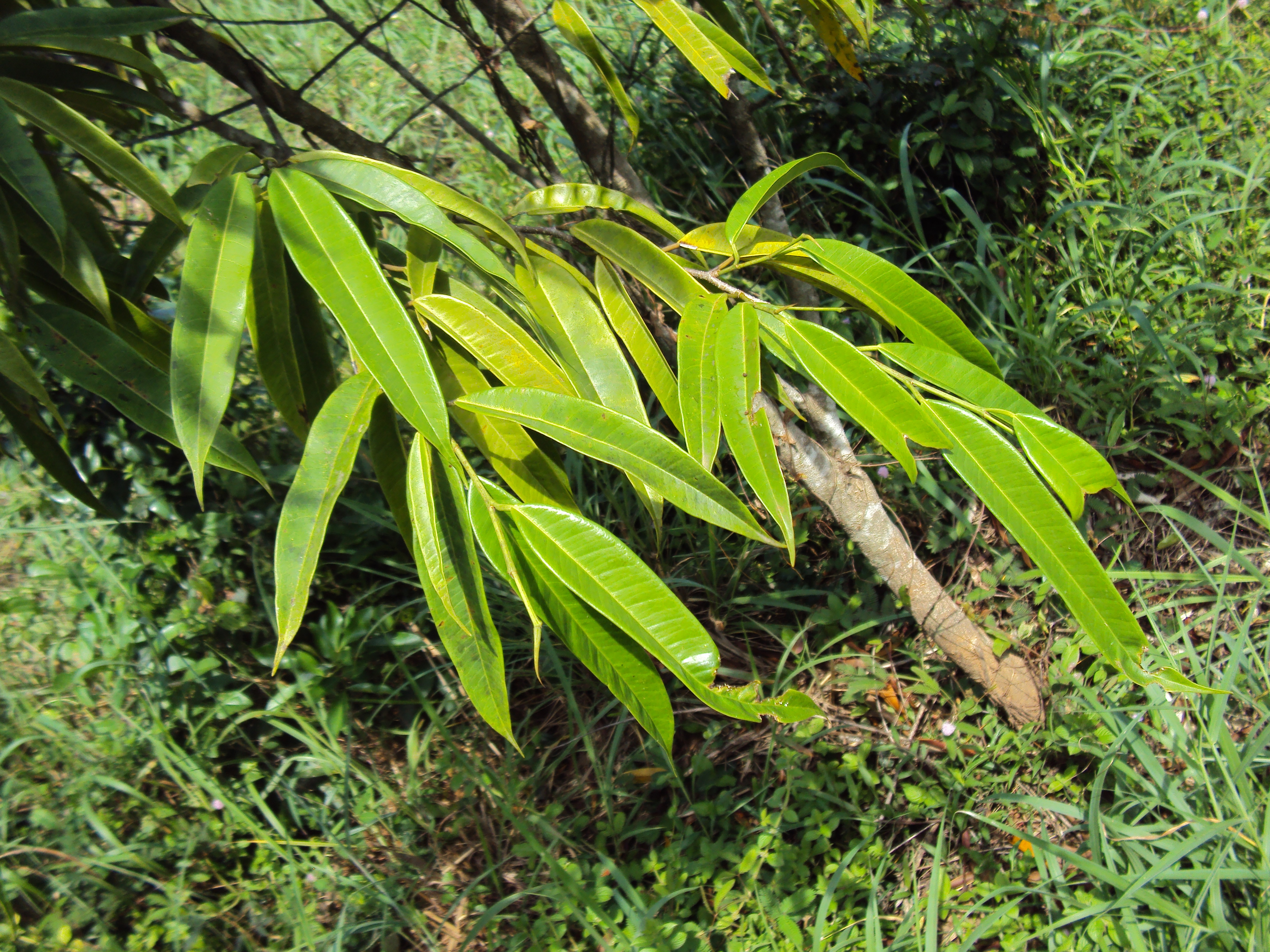
Detalle de las hojas

## Taxonomía
Ficus longifolia fue descrita por Heinrich Wilhelm Schott y publicado en Systema Vegetabilium, editio decima sexta 4(2, Cur. Post.): 409, en 1827.
Etimología
Ficus: nombre genérico que se deriva del nombre dado en latín al higo.
longifolia: epíteto latíno que significa "con largas hojas".
Sinonimia
- Ficus cyclophylla (Miq.) Miq.
- Ficus noronhae Oliv.
- Urostigma cyclophyllum Miq.
- Urostigma longifolium (Schott) Miq.[5]